# Dreifaltigkeitskirche (Osternohe)

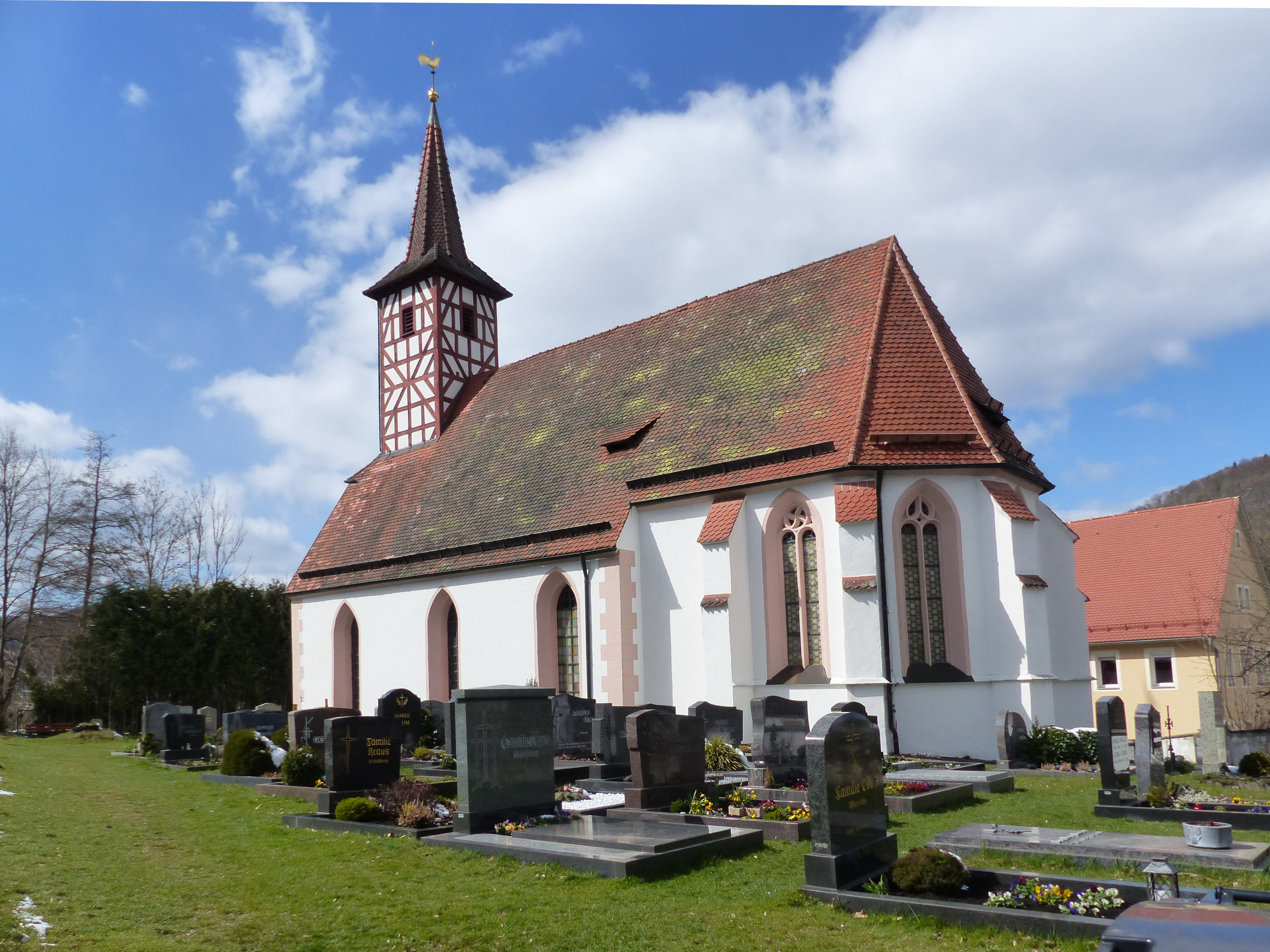
Dreifaltigkeitskirche in Osternohe

Die denkmalgeschützte, evangelische Dreifaltigkeitskirche steht in Osternohe, einem Gemeindeteil des Marktes Schnaittach im Landkreis Nürnberger Land (Mittelfranken, Bayern). Die Kirche ist unter der Denkmalnummer D-5-74-155-131 als Baudenkmal in der Bayerischen Denkmalliste eingetragen. Die Kirchengemeinde gehört zum Dekanat Hersbruck im Kirchenkreis Nürnberg der Evangelisch-Lutherischen Kirche in Bayern.

## Beschreibung
Die 1471 errichtete Holzkirche wurde 1476 in Stein ersetzt. Die Saalkirche besteht aus einem Langhaus und einem eingezogenen Chor mit 5/8-Schluss im Osten, der von Strebepfeilern gestützt wird, zwischen denen sich Maßwerkfenster befinden. Der 1638 auf dem Satteldach des Langhauses im Westen errichtete quadratische Dachreiter aus Holzfachwerk, der den Glockenstuhl beherbergt, ist mit einem achtseitigen Knickhelm bedeckt. Er  wurde 1938 in gleichen Formen erneuert. Der Innenraum des Chors ist mit einem Kreuzrippengewölbe überspannt. In ihm steht ein Flügelaltar mit einem von den Vierzehn Nothelfern umringten Marienbildnis. Die Rückseiten der Flügel sind mit den Vierzehn Nothelfern bemalt.

## Orgel

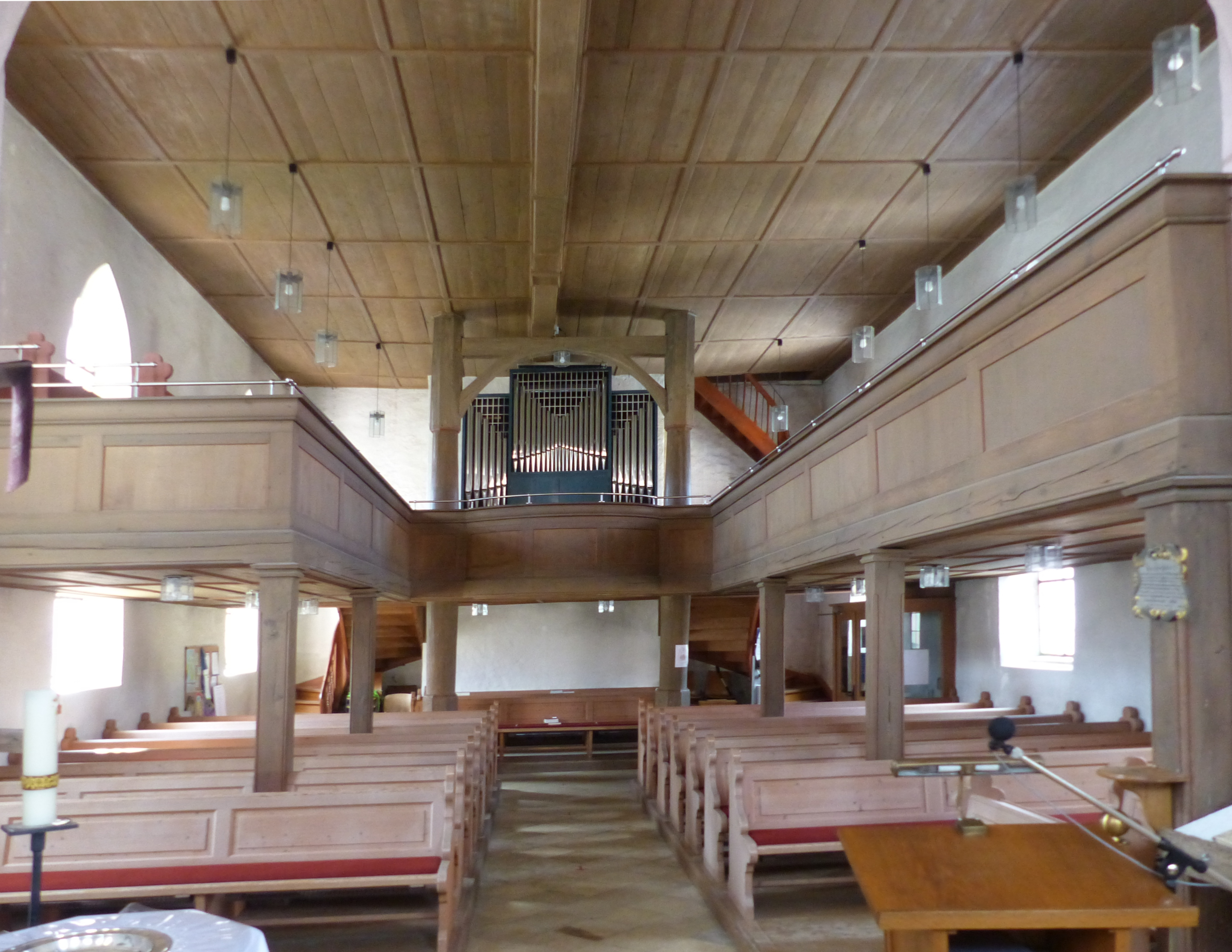
Die Deininger-Orgel

Die Orgel mit zwölf Registern auf zwei Manualen und Pedal wurde 1973 von Deininger & Renner gebaut. Die Disposition lautet:
| I. Manual      |       |
| Rohrflöte      | 8′    |
| Prinzipal      | 4′    |
| Sesquialter II |       |
| Hohlflöte      | 2′    |
| Mixtur III     | 1 ⁄3′ |
| Tremulant      |       |

| II. Manual  |      |
| Gedeckt     | 8′   |
| Koppelflöte | 4′   |
| Prinzipal   | 2′   |
| Cymbel II   | 1⁄2′ |

| Pedal     |     |
| Subbaß    | 16′ |
| Pommer    | 08′ |
| Choralbaß | 04′ |